# Cupon moldavo
Il cupon è stata la valuta temporanea della Moldavia dal 1992 al 1993. Ha sostituito il rublo sovietico alla pari ed è stata sostituita dal leu moldavo al cambio di 1 leu = 1.000 cupon.
Inizialmente furono stampati delle "cartelle"  (cartela consumatorului) stampate a nome della RSS Moldova, erano fogli stampati mensilmente su un'unica faccia, che contenevano dei tagliandi che consentivano di fare acquisti.
Le banconote emesse avevano i tagli da 50, 200, 1.000 e 5.000 cupon. Non vennero coniate monete.